# Сьвентохув
Сьвентохув (пол. Świętochów) — село в Польщі, у гміні Тарчин Пясечинського повіту Мазовецького воєводства.
Населення — 149 осіб (2011).
У 1975-1998 роках село належало до Варшавського воєводства.

## Демографія
Демографічна структура станом на 31 березня 2011 року:
|          | Загалом | Допрацездатний вік | Працездатний вік | Постпрацездатний вік |
| -------- | ------- | ------------------ | ---------------- | -------------------- |
| Чоловіки | 83      | 13                 | 53               | 17                   |
| Жінки    | 66      | 9                  | 38               | 19                   |
| Разом    | 149     | 22                 | 91               | 36                   |